# Svartstrimmig spetsekorre
Svartstrimmig spetsekorre (Callosciurus nigrovittatus) är en däggdjursart som först beskrevs av Thomas Horsfield 1824.  Callosciurus nigrovittatus ingår i släktet praktekorrar och familjen ekorrar.

## Taxonomi
Catalogue of Life samt Wilson & Reeder (2005) skiljer mellan 4 underarter:
- Callosciurus nigrovittatus nigrovittatus (Horsfield, 1823)
- Callosciurus nigrovittatus bilimitatus (Miller, 1903)
- Callosciurus nigrovittatus bocki (Robinson and Wroughton, 1911)
- Callosciurus nigrovittatus klossi (Miller, 1900)

Taxonomin är dock omdebatterad: I Phillipps' Field Guide to the Mammals of Borneo and Their Ecology: Sabah, Sarawak, Brunei, and Kalimantan citeras ett verk från 1977 (Medways Mammals of Borneo) som även nämner 4 underarter, dock med avvikande namn: Förutom nominatformen C. n. orestes, C. n. venutus och C. n. atristriatus.

## Beskrivning
Pälsen på ovansidan är olivbrun med svarta och gulorange strimmor på sidorna samt olivbrun svans. Buken är grå. Honan har sex spenar. Kroppslängden utan svans varierar från 17 till 24 cm, svanslängden från 15 till 23 cm och medelvikten är 220 g.

## Utbredning
Denna praktekorre förekommer i Sydostasien på södra Malackahalvön, Sumatra, Java, de mindre öarna Pulau Tioman och Tambelan samt i södra Thailand. Fotografisk dokumentation från trakten av Kuching tyder på att arten även finns, troligtvis sällsynt, i delstaten Sarawak på Borneo.

## Ekologi
Den svartstrimmiga spetsekorren förekommer från låglandet till bergstrakterna, osäkert hur högt. Den är en dagaktiv och trädlevande art som lever i olika slags skogar. På Malackahalvön föredrar den kulturskog. Arten lever även i odlade områden med tillgång till träd. Den antas äta bland annat frukter och blad.

## Status
IUCN kategoriserar arten globalt som nära hotad, och populationen minskar. Orsaken är osäker; arten är utsatt för habitatförlust, men man vet för närvarande inte i hur hög grad den kan utnyttja habitatets gränsområden. Skulle det visa sig att den främst är en låglandsart, kan det vara aktuellt att omklassificera den till sårbar.